# Trouver l'amour à Noël
 (juillet 2025).
Motif : Notoriété de ce téléfilm ?
- Archive Wikiwix
- Bing
- Cairn
- DuckDuckGo
- E. Universalis
- Gallica
- Google
- G. Books
- G. News
- G. Scholar
- Persée
- Qwant
- (zh) Baidu
- (ru) Yandex
- (wd) trouver des œuvres sur Wikidata

| 1. | Préciser le motif de la pose du bandeau. | Précisez le motif de la pose du bandeau en utilisant la syntaxe suivante : {{admissibilité à vérifier\|date=juillet 2025\|motif=remplacez ce texte par le motif}}                           |
| 2. | Informer les utilisateurs concernés.     | Pensez à avertir le créateur de l'article, par exemple, en insérant le code ci-dessous sur sa page de discussion : {{subst:avertissement admissibilité à vérifier\|Trouver l'amour à Noël}} |

Pour plus de détails, voir Fiche technique et Distribution.
Trouver l’amour à Noël (Christmas Matchmakers) est un téléfilm américain réalisé par David DeCoteau diffusé le 8 décembre 2019 aux États-Unis.
Il a pour principaux interprètes Andrew Rogers, Anna Marie Dobbins, Vivica A. Fox et Dorian Gregory.
Il obtient une diffusion en France le 27 décembre 2019 à 14h00 sur M6,.

## Synopsis
Deux assistants qui ont des patrons débordés, décident de rapprocher ces derniers, afin d’obtenir plus de libertés. Mais leur plan commun les rapproche peu à peu.

## Distribution
- Andrew Rogers (VF : Jim Redler) : Jon
- Anna Marie Dobbins : Jen Russell
- Vivica A. Fox (VF : Pascale Vital) : Kate Hopkins
- Dorian Gregory (VF : Antoine Tomé) : Owen Connelly
- Nicolette Langley (VF : Rebecca Benhamour) : Molly Lester
- Tracy Nelson (VF : Laurence Dourlens) : Madame Russell
- Troy Osterberg (VF : Nicolas Dussaut) : Peter